# P.C. Rijkse

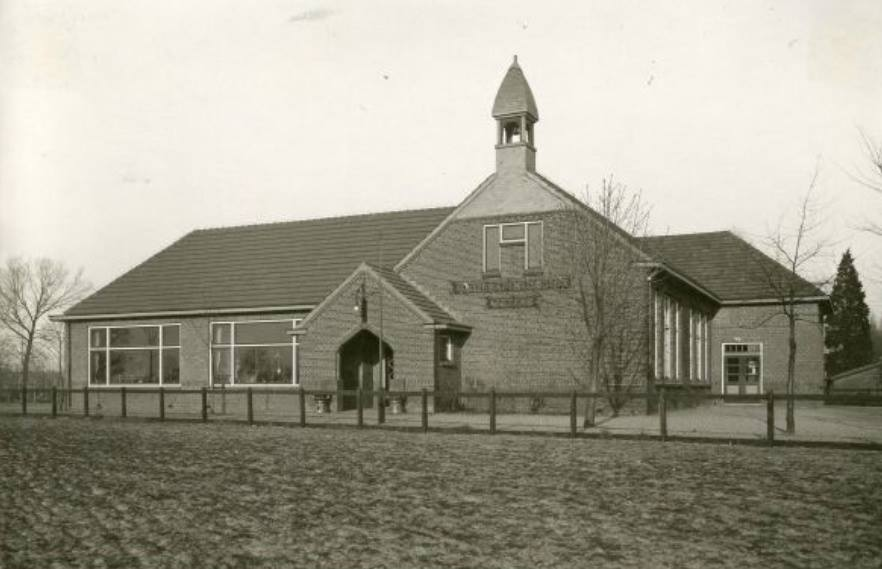
Koningin Wilhelminaschool, Varsseveld (1923)

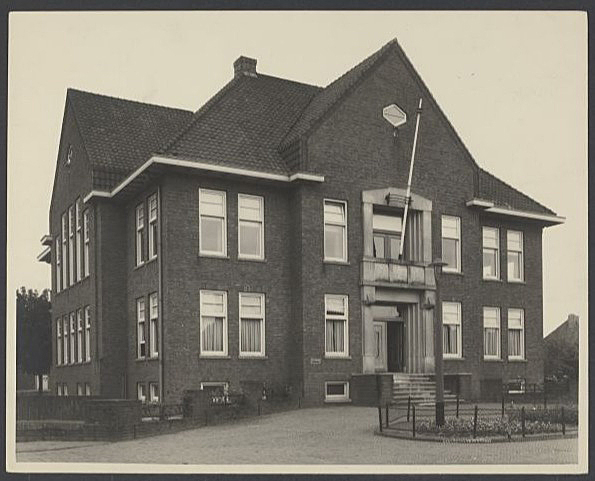
Gemeentehuis Wisch te Varsseveld (1928)

Pieter Cornelis Rijkse (Middelburg, 13 april 1888 - Arnhem(?), 17 april 1970) was een Nederlandse architect.

## Biografie

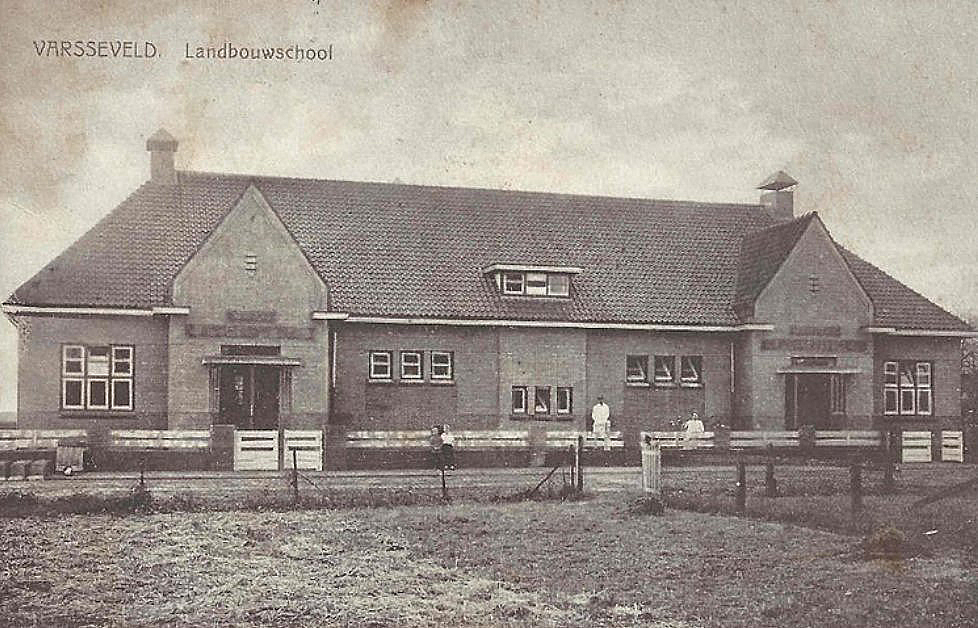
Landbouwschool, Varsseveld (1928)

De vader van Pieter Cornelis Rijkse was timmerman en zijn latere schoonfamilie was actief in de houthandel. Het wekte dan ook geen verbazing, dat hij koos voor een opleiding als bouwkundig tekenaar. In 1910 treedt hij in overheidsdienst, bij Rijkswaterstaat in Tilburg, in de functie van opzichter/tekenaar. Na een kortstondig verblijf in Leeuwarden (1910-1911) komt hij terug in Tilburg, waarna hij in 1913/1914 deelnam aan het  door de Maatschappij tot Bevordering der Bouwkunst ingestelde examen voor “bouwkundig tekenaar, bouwkundig opzichter en onderbaas”. Kennelijk  was toen, op 26-jarige leeftijd, zijn opleiding voltooid.
In 1920 werd Rijkse, destijds werkzaam in Venlo, benoemd tot gemeentearchitect van Wisch, in de Gelderse Achterhoek. Hij vestigde zich 31 maart 1920 in Varsseveld, niet ver van het gemeentehuis in die plaats. Hij werd tevens benoemd tot directeur/leraar van de Vaktekenschool in Varsseveld. 
Rijkse werd in 1921 ook benoemd tot architect van twee nog te bouwen N.H-lagere scholen: de Prinses Julianaschool te Heelweg en de Koningin Wilhelminaschool in Varsseveld. Beide werden in 1923 opgeleverd.
In zijn beginjaren was Rijkse enkele keren onderwerp van discussie in de gemeenteraad. Wellicht heeft die ertoe geleid dat hij in 1925 solliciteerde naar de functie van gemeentearchitect te Huizen NH. Die functie kreeg hij net niet, waarna hij zijn hele verdere loopbaan, tot zijn pensionering in 1954, de gemeentearchitect van Wisch bleef.
Vanaf 1926 is Rijkse betrokken bij het ontwerp en de bouw van het nieuwe gemeentehuis van Wisch te Varsseveld, dat in 1928 feestelijk werd geopend.
In datzelfde jaar 1928 werd de Lagere Landbouwschool te Varsseveld geopend, ook een ontwerp van Rijkse. In hetzelfde pand was ook een Landbouwhuishoudschool voor meisjes gevestigd.
Rijkse ontwierp zijn gebouwen in een sobere variant van de Amsterdamse School, de toonaangevende stijl uit de jaren 20-30, die ook nu nog steeds geliefd is.
In de jaren daarna zijn van Rijkse geen beeldbepalende gebouwen meer bekend. Hij was destijds vooral bezig met de dingen die een gemeentearchitect doet: aanleg en onderhoud van de riolering, kwaliteit van de verkeerswegen en bruggen, ontwerp van een plantsoen met muziektent, etc.
Rijkse gaat op 1 juni 1954 met pensioen. Blijkbaar vertrekt hij daarna uit de gemeente, want hij overlijdt waarschijnlijk in Arnhem, op 17 april 1970, waarna hij wordt begraven op de begraafplaats Moscowa, bij Arnhem. Zijn vrouw volgt hem vier jaar later. 

## Privé
Pieter Cornelis Rijkse trouwde op 28 juni 1918 in Middelburg met Catharina Maria van Ditmars, geboren 22 augustus 1890 te Middelburg, overleden op 18 september 1974, te Arnhem? Het echtpaar kreeg drie kinderen.